# Ægidius Elling
Jens William Ægidius Elling, también conocido como Aegidus o Aegidius (26 de julio de 1861 – 27 de mayo de 1949), fue  un investigador noruego, inventor y pionero. Considerado el padre de la turbina de gas, construyó la primera capaz de producir más energía de la que necesitaba para ejecutar sus propios componentes.
Elling nació y creció en Oslo, Noruega. Estudió ingeniería mecánica en Kristiana Universidad Técnica, (ahora parte de Oslo and Akershus University College of Applied Sciences) graduándose en 1881. Entre los años de 1885 y 1902, trabajó como ingeniero y diseñador en varios talleres de Suecia y Noruega.
Su primer patente le fue otorgada en 1884 para la turbina de gas. En 1903 completó la primera turbina que producía energía excesiva; su primera máquina utilizaba ambos, compresores rotatorios y turbinas, para producir 11 bhp (“potencia al freno”) o bien, 8 kW neto. Se profundizó en el concepto y para 1912 había desarrollado un sistema con unidades separadas de una turbina y compresor en series, una combinación actualmente común.

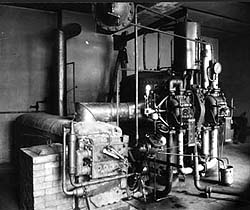
La turbina gasista diseñada por Ægidius Elling (versión mejorada de su patente de 1903), instalado en Christiania Seildugsfabrikk

Uno de sus mayores obstáculos fue encontrar materiales que resistieran las altas temperaturas desarrolladas en la turbina para conseguir la energía necesaria. Su turbina de 1903 podía soportar temperaturas de hasta 400° Celsius. Elling comprendió que si encontraba mejores materiales, la turbina sería una fuente de energía ideal para aviones. Varios años más tarde, Sir Frank Whittle, construyendo sobre el trabajo de Elling, consiguió fabricar una turbina de gas práctica para un avión, llamado jet engine (motor de reacción). Los prototipos de turbinas de gas de Elling de 1903 a 1912 están exhibidas en el Museo Norsk Teknisk, en Oslo.
Elling también hizo desarrollos importantes en otras áreas, como controles de máquinas de vapor, bombas, compresores, secadores de vacío, etc.
En 1914 Elling publicó un libro llamado Billig opvarmning: veiledning i at behandle magasinovner økonomisk og letvint. (En español “Calentamiento barato: Guía para el tratamiento simple y económico de quemadores base”), que fue publicado por Aschehoug. Libros escritos por Elling actualmente son escasos, y mayormente encontrados en museos y librerías.en inglés: Cheap Heating: Guidance for the simple and economical treatment of base burners